# Odds Ballklubb 2017
Questa voce raccoglie le informazioni riguardanti l'Odds Ballklubb nelle competizioni ufficiali della stagione 2017.

## Stagione
A seguito del 3º posto finale della precedente stagione, l'Odd avrebbe affrontato il campionato di Eliteserien 2017 e l'Europa League 2017-2018, oltre al Norgesmesterskapet. Il 19 dicembre 2016 è stato compilato il calendario del nuovo campionato, che alla 1ª giornata avrebbe visto la squadra far visita al Rosenborg, nel weekend dell'1-3 aprile 2016.
Il 7 aprile è stato sorteggiato il primo turno del Norgesmesterskapet 2017: l'Odd avrebbe fatto visita all'Hei. La squadra ha superato questo ostacolo ed anche Pors Grenland e Flekkerøy nei turni successivi, prima di arrendersi al Sarpsborg 08.
Il 19 giugno, l'UEFA ha sorteggiato il primo turno di qualificazione all'Europa League 2017-2018, a cui l'Odd avrebbe preso parte: la compagine norvegese avrebbe affrontato i nordirlandesi del Ballymena United. Dopo una vittoria complessiva per 5-0, al secondo turno l'Odd avrebbe affrontato il Vaduz. Superato anche questo ostacolo, al terzo turno di qualificazione l'Odd è stato sorteggiato contro la Dinamo Zagabria. La compagine croata ha avuto la meglio col punteggio complessivo di 2-1, così l'Odd ha salutato la competizione.

## Maglie e sponsor
Lo sponsor tecnico per la stagione 2017 è stato New Balance, mentre lo sponsor ufficiale è stato Skagerak. La divisa casalinga è stata composta da una maglietta bianca con inserti neri, pantaloncini neri e calzettoni bianchi. Quella da trasferta prevedeva invece un completo totalmente nero, con rifiniture bianche.
| Casa | Trasferta |

## Rosa
| N. |                     | Ruolo | Calciatore         |
| -- | ------------------- | ----- | ------------------ |
| 1  | Norvegia (bandiera) | P     | Sondre Rossbach    |
| 2  | Norvegia (bandiera) | D     | Espen Ruud         |
| 3  | Norvegia (bandiera) | C     | Ardian Gashi       |
| 4  | Norvegia (bandiera) | D     | Vegard Bergan      |
| 5  | Norvegia (bandiera) | D     | Thomas Grøgaard    |
| 6  | Norvegia (bandiera) | C     | Oliver Berg        |
| 7  | Svezia (bandiera)   | C     | Martin Broberg     |
| 8  | Norvegia (bandiera) | C     | Jone Samuelsen     |
| 9  | Norvegia (bandiera) | A     | Torbjørn Agdestein |
| 10 | Canada (bandiera)   | A     | Olivier Occéan     |
| 11 | Kosovo (bandiera)   | A     | Elbasan Rashani    |
| 11 | Norvegia (bandiera) | A     | Rafik Zekhnini     |
| 12 | Norvegia (bandiera) | P     | Viljar Myhra       |
| 13 | Norvegia (bandiera) | A     | Stefan Mladenović  |
| 14 | Norvegia (bandiera) | C     | Fredrik Nordkvelle |
| 15 | Norvegia (bandiera) | A     | Sigurd Haugen      |
| 16 | Norvegia (bandiera) | D     | Fredrik Semb Berge |

| N. |                      | Ruolo | Calciatore            |
| -- | -------------------- | ----- | --------------------- |
| 17 | Norvegia (bandiera)  | C     | Markus Kaasa          |
| 18 | Norvegia (bandiera)  | D     | Joakim Våge Nilsen    |
| 19 | Canada (bandiera)    | C     | Zakaria Messoudi      |
| 20 | Norvegia (bandiera)  | C     | Etzaz Hussain         |
| 20 | Norvegia (bandiera)  | C     | Fredrik Oldrup Jensen |
| 21 | Norvegia (bandiera)  | D     | Steffen Hagen         |
| 22 | Norvegia (bandiera)  | C     | Erik Eikeng           |
| 23 | Norvegia (bandiera)  | A     | Marius Larsen         |
| 24 | Finlandia (bandiera) | A     | Riku Riski            |
| 25 | Norvegia (bandiera)  | D     | John Kitolano         |
| 26 | Norvegia (bandiera)  | P     | Anders Klemensson     |
| 27 | Senegal (bandiera)   | A     | Pape Paté Diouf       |
| 28 | Norvegia (bandiera)  | A     | Sander Sjøstrøm       |
| 29 | Norvegia (bandiera)  | C     | Odin Bjørtuft         |
| 30 | Norvegia (bandiera)  | P     | Ajay Sureshkumar      |
| 31 | Norvegia (bandiera)  | A     | Ebenezer Koranteng    |
| 33 | Norvegia (bandiera)  | C     | Joshua Kitolano       |

## Calciomercato

### Sessione invernale(dal 01/01 al 31/03)
| Arrivi           | Arrivi               | Arrivi     | Arrivi        |
| R.               | Nome                 | da         | Modalità      |
| ---------------- | -------------------- | ---------- | ------------- |
| C                | Martin Broberg       |            | svincolato    |
| A                | Torbjørn Agdestein   |            | svincolato    |
| A                | Pape Paté Diouf      |            | svincolato    |
| Altre operazioni |                      |            |               |
| R.               | Nome                 | da         | Modalità      |
| A                | Ole Jørgen Halvorsen | Bodø/Glimt | fine prestito |

| Partenze | Partenze              | Partenze     | Partenze   |
| R.       | Nome                  | a            | Modalità   |
| -------- | --------------------- | ------------ | ---------- |
| D        | Lars-Kristian Eriksen |              | svincolato |
| A        | Bentley               |              | svincolato |
| A        | Ole Jørgen Halvorsen  | Sarpsborg 08 | definitivo |
| A        | Eric Kitolano         |              | svincolato |

### Tra le due sessioni
| Arrivi | Arrivi | Arrivi | Arrivi   |
| R.     | Nome   | da     | Modalità |
| ------ | ------ | ------ | -------- |

| Partenze | Partenze       | Partenze   | Partenze   |
| R.       | Nome           | a          | Modalità   |
| -------- | -------------- | ---------- | ---------- |
| A        | Rafik Zekhnini | Fiorentina | definitivo |

### Sessione estiva(dal 20/07 al 16/08)
| Arrivi | Arrivi          | Arrivi    | Arrivi     |
| R.     | Nome            | da        | Modalità   |
| ------ | --------------- | --------- | ---------- |
| C      | Etzaz Hussain   | Molde     | prestito   |
| A      | Elbasan Rashani | Rosenborg | definitivo |

| Partenze | Partenze              | Partenze      | Partenze   |
| R.       | Nome                  | a             | Modalità   |
| -------- | --------------------- | ------------- | ---------- |
| C        | Ardian Gashi          | Ørn-Horten    | definitivo |
| C        | Fredrik Oldrup Jensen | Zulte Waregem | definitivo |

### Dopo la sessione estiva
| Arrivi | Arrivi            | Arrivi        | Arrivi   |
| R.     | Nome              | da            | Modalità |
| ------ | ----------------- | ------------- | -------- |
| P      | Anders Klemensson | Pors Grenland | prestito |

| Partenze | Partenze | Partenze | Partenze |
| R.       | Nome     | a        | Modalità |
| -------- | -------- | -------- | -------- |

## Risultati

### Eliteserien

#### Girone di andata
| Arbitro: | Hansen (Feda) |

|                                                 |           |  |
| Bendtner 57’ Semb Berge 58’ (aut.) Jevtović 69’ | Marcatori |  |

| Arbitro: | Lundby (Bøverbru) |

|                         |           |  |
| Occéan 22’ Grøgaard 60’ | Marcatori |  |

| Arbitro: | Døvle (Larvik) |

|                         |           |  |
| Brochmann 74’ Kassi 90’ | Marcatori |  |

| Arbitro: | Moen (Haugesund) |

|          |           |  |
| Riski 6’ | Marcatori |  |

| Arbitro: | Kjensli (Oslo) |

|                                                  |           |  |
| Adegbenro 27’ Bringaker 58’ Danielsen 62’ (rig.) | Marcatori |  |

| Arbitro: | Hagen (Grue) |

|                          |           |           |
| Diouf 32’ Nordkvelle 43’ | Marcatori | 69’ Zahid |

| Arbitro: | Hobber Nilsen (Oslo) |

|  |           |            |
|  | Marcatori | 76’ Occéan |

| Arbitro: | Døvle (Larvik) |

|                             |           |  |
| Riski 58’ Oldrup Jensen 65’ | Marcatori |  |

| Arbitro: | Eskås (Oslo) |

|  |           |               |
|  | Marcatori | 29’, 51’ Ruud |

| Arbitro: | Hagen (Grue) |

|          |           |                            |
| Berg 90’ | Marcatori | 53’ Aursnes 90’ Gabrielsen |

| Sandefjord 27 maggio 2017, ore 18:00 11ª giornata | Sandefjord     | 0 – 0 referto | Odd | Komplett Arena (3.736 spett.)\| Arbitro: \| Døvle (Larvik) \| |
| Arbitro:                                          | Døvle (Larvik) |               |     |                                                               |

| Skien 4 giugno 2017, ore 20:00 12ª giornata | Odd           | 0 – 0 referto | Brann | Skagerak Arena (7.828 spett.)\| Arbitro: \| Hansen (Feda) \| |
| Arbitro:                                    | Hansen (Feda) |               |       |                                                              |

| Sogndal 18 giugno 2017, ore 18:00 13ª giornata | Sogndal             | 0 – 0 referto | Odd | Fosshaugane Campus (2.459 spett.)\| Arbitro: \| Hagenes (Flaktveit) \| |
| Arbitro:                                       | Hagenes (Flaktveit) |               |     |                                                                        |

| Arbitro: | Kjensli (Oslo) |

|                                                                    |           |              |
| Veldwijk 13’, 64’, 74’ Semb Berge 18’ (aut.) Abdellaoue 33’ (rig.) | Marcatori | 42’ Zekhnini |

| Skien 2 luglio 2017, ore 18:00 15ª giornata | Odd           | 0 – 0 referto | Sarpsborg 08 | Skagerak Arena (7.201 spett.)\| Arbitro: \| Hansen (Feda) \| |
| Arbitro:                                    | Hansen (Feda) |               |              |                                                              |

#### Girone di ritorno
| Arbitro: | Kjensli (Oslo) |

|                          |           |                                   |
| Bakenga 30’ Wangberg 60’ | Marcatori | 32’ Semb Berge 88’ (rig.) Hussain |

| Arbitro: | Hagenes (Flaktveit) |

|  |           |                   |
|  | Marcatori | 6’, 24’ Adegbenro |

| Arbitro: | Hansen (Feda) |

|                                 |           |             |
| Broberg 3’ Samuelsen 27’ (rig.) | Marcatori | 79’ Schulze |

| Arbitro: | Moen (Haugesund) |

|                           |           |  |
| Rólantsson 30’ Barmen 58’ | Marcatori |  |

| Arbitro: | Hobber Nilsen (Oslo) |

|             |           |  |
| Hussain 73’ | Marcatori |  |

| Arbitro: | Eskås (Oslo) |

|                                 |           |                      |
| Semb Berge 49’ (aut.) Amang 90’ | Marcatori | 59’ (rig.) Samuelsen |

| Arbitro: | Eskås (Oslo) |

|                                                       |           |                                             |
| Samuelsen 5’ (rig.) Grétarsson 20’ (aut.) Rashani 47’ | Marcatori | 62’ (rig.) Abdellaoue 68’ (aut.) Semb Berge |

| Arbitro: | Saggi (Drammen) |

|                                       |           |             |
| Halvorsen 31’ (rig.) Zachariassen 49’ | Marcatori | 53’ Rashani |

| Arbitro: | Hagenes (Flaktveit) |

|             |           |  |
| Hussain 44’ | Marcatori |  |

| Arbitro: | Kjensli (Oslo) |

|                     |           |  |
| Ulland Andersen 74’ | Marcatori |  |

| Arbitro: | Eskås (Oslo) |

|            |           |  |
| Haugen 45’ | Marcatori |  |

| Arbitro: | Lundby (Bøverbru) |

|                             |           |                    |
| Bamba 20’ Øwre Gjertsen 46’ | Marcatori | 3’ Haugen 89’ Ruud |

| Arbitro: | Hafsås (Trondheim) |

|  |           |                                                         |
|  | Marcatori | 18’ Lumanza 20’, 23’ Boli 38’ Brochmann 83’ Brynhildsen |

| Arbitro: | Hansen (Feda) |

|                     |           |  |
| Ejuke 8’ Lekven 49’ | Marcatori |  |

| Arbitro: | Hafsås (Trondheim) |

|                |           |  |
| Mladenovic 53’ | Marcatori |  |

### Norgesmesterskapet
| Arbitro: | Lien |

|  |           |                                                                                |
|  | Marcatori | 10’ (27) Agdestein 13’, 90’ Mladenovic 43’, 88’ Berg 55’, 74’ Riski 84’ Haugen |

| Arbitro: | Gjendemsjø |

|               |           |                                      |
| Lauritsen 45’ | Marcatori | 23’ Riski 50’ Oldrup Jensen 89’ Berg |

| Arbitro: | Hauge (Bergen) |

|  |           |                              |
|  | Marcatori | 21’, 50’ Berg 64’ Mladenovic |

| Arbitro: | Eskås (Oslo) |

|                                                         |           |  |
| Rossbach 38’ (aut.), 41’ (aut.) Diatta 47’ Trondsen 52’ | Marcatori |  |

### Europa League
| Arbitro: | Jakupović |

|                                      |           |  |
| Mladenović 1’ Broberg 53’ Haugen 90’ | Marcatori |  |

| Arbitro: | Příhoda |

|  |           |                              |
|  | Marcatori | 79’ (aut.) Millar 88’ Haugen |

| Arbitro: | Munukka |

|  |           |            |
|  | Marcatori | 42’ Occéan |

| Arbitro: | Vasić |

|                |           |  |
| Mladenović 82’ | Marcatori |  |

| Arbitro: | Schuettengruber |

|                          |           |                |
| Hodžić 42’ Fernándes 41’ | Marcatori | 20’ Mladenović |

| Skien 3 agosto 2017, ore 20:45 Terzo turno di qualificazione Ritorno | Odd    | 0 – 0 referto | Dinamo Zagabria | Skagerak Arena\| Arbitro: \| Abdula \| |
| Arbitro:                                                             | Abdula |               |                 |                                        |

## Statistiche

### Statistiche di squadra
| Competizione       | Punti | In casa | In casa | In casa | In casa | In casa | In casa | In trasferta | In trasferta | In trasferta | In trasferta | In trasferta | In trasferta | Totale | Totale | Totale | Totale | Totale | Totale | DR  |
| Competizione       | Punti | G       | V       | N       | P       | Gf      | Gs      | G            | V            | N            | P            | Gf           | Gs           | G      | V      | N      | P      | Gf     | Gs     | DR  |
| ------------------ | ----- | ------- | ------- | ------- | ------- | ------- | ------- | ------------ | ------------ | ------------ | ------------ | ------------ | ------------ | ------ | ------ | ------ | ------ | ------ | ------ | --- |
| Eliteserien        | 42    | 15      | 10      | 2       | 3       | 17      | 13      | 15           | 2            | 4            | 9            | 10           | 26           | 30     | 12     | 6      | 12     | 27     | 39     | -12 |
| Norgesmesterskapet | -     | 0       | 0       | 0       | 0       | 0       | 0       | 4            | 3            | 0            | 1            | 16           | 5            | 4      | 3      | 0      | 1      | 16     | 5      | +11 |
| Europa League      | -     | 3       | 2       | 1       | 0       | 4       | 0       | 3            | 2            | 0            | 1            | 4            | 2            | 6      | 4      | 1      | 1      | 8      | 2      | +6  |
| Totale             | -     | 18      | 12      | 3       | 3       | 21      | 13      | 22           | 7            | 4            | 11           | 30           | 33           | 40     | 19     | 7      | 14     | 51     | 46     | +5  |

### Andamento in campionato
| Giornata  | 1  | 2  | 3  | 4 | 5  | 6 | 7 | 8 | 9 | 10 | 11 | 12 | 13 | 14 | 15 | 16 | 17 | 18 | 19 | 20 | 21 | 22 | 23 | 24 | 25 | 26 | 27 | 28 | 29 | 30 |
| --------- | -- | -- | -- | - | -- | - | - | - | - | -- | -- | -- | -- | -- | -- | -- | -- | -- | -- | -- | -- | -- | -- | -- | -- | -- | -- | -- | -- | -- |
| Luogo     | T  | C  | T  | C | T  | C | T | C | T | C  | T  | C  | T  | T  | C  | T  | C  | C  | T  | C  | T  | C  | T  | C  | T  | C  | T  | C  | T  | C  |
| Risultato | P  | V  | P  | V | P  | V | V | V | V | P  | N  | N  | N  | P  | N  | N  | P  | V  | P  | V  | P  | V  | P  | V  | P  | V  | N  | P  | P  | V  |
| Posizione | 16 | 12 | 14 | 9 | 11 | 7 | 4 | 2 | 2 | 5  | 4  | 4  | 4  | 7  | 8  | 7  | 8  | 6  | 9  | 7  | 8  | 6  | 7  | 7  | 7  | 7  | 7  | 7  | 9  | 6  |

Fonte:  Eliteserien 2017, su altomfotball.no, Altomfotball.
Legenda:

Luogo: C = Casa; T = Trasferta. Risultato: V = Vittoria; N = Pareggio; P = Sconfitta.

### Statistiche dei giocatori
| Giocatore        | Eliteserien | Eliteserien | Eliteserien | Eliteserien | Norgesmesterskapet | Norgesmesterskapet | Norgesmesterskapet | Norgesmesterskapet | Europa League | Europa League | Europa League | Europa League | Altre coppe | Altre coppe | Altre coppe | Altre coppe | Totale   | Totale | Totale      | Totale     |
| Giocatore        | Presenze    | Reti        | Ammonizioni | Espulsioni  | Presenze           | Reti               | Ammonizioni        | Espulsioni         | Presenze      | Reti          | Ammonizioni   | Espulsioni    | Presenze    | Reti        | Ammonizioni | Espulsioni  | Presenze | Reti   | Ammonizioni | Espulsioni |
| ---------------- | ----------- | ----------- | ----------- | ----------- | ------------------ | ------------------ | ------------------ | ------------------ | ------------- | ------------- | ------------- | ------------- | ----------- | ----------- | ----------- | ----------- | -------- | ------ | ----------- | ---------- |
| T. Agdestein     | 7           | 0           | 0           | 0           | 3                  | 3                  | 0                  | 0                  | 1             | 0             | 0             | 0             |             |             |             |             | 11       | 3      | 0           | 0          |
| O. Berg          | 25          | 1           | 0           | 0           | 3                  | 5                  | 0                  | 0                  | 3             | 0             | 0             | 0             |             |             |             |             | 31       | 6      | 0           | 0          |
| V. Bergan        | 16          | 0           | 0           | 0           | 4                  | 0                  | 0                  | 0                  | 1             | 0             | 0             | 0             |             |             |             |             | 21       | 0      | 0           | 0          |
| O. Bjørtuft      | 0           | 0           | 0           | 0           | 0                  | 0                  | 0                  | 0                  | 0             | 0             | 0             | 0             |             |             |             |             | 0        | 0      | 0           | 0          |
| M. Broberg       | 19          | 1           | 2           | 0           | 1                  | 0                  | 0                  | 0                  | 5             | 1             | 1             | 0             |             |             |             |             | 25       | 2      | 3           | 0          |
| P. Diouf         | 13          | 1           | 3           | 0           | 1                  | 0                  | 0                  | 0                  | 5             | 0             | 2             | 0             |             |             |             |             | 19       | 1      | 5           | 0          |
| E. Eikeng        | 0           | 0           | 0           | 0           | 2                  | 0                  | 0                  | 0                  | 0             | 0             | 0             | 0             |             |             |             |             | 2        | 0      | 0           | 0          |
| A. Gashi         | 0           | 0           | 0           | 0           | 0                  | 0                  | 0                  | 0                  | 0             | 0             | 0             | 0             |             |             |             |             | 0        | 0      | 0           | 0          |
| T. Grøgaard      | 24          | 1           | 0           | 0           | 3                  | 0                  | 0                  | 0                  | 3             | 0             | 0             | 0             |             |             |             |             | 30       | 1      | 0           | 0          |
| S. Hagen         | 27          | 0           | 1           | 0           | 4                  | 0                  | 0                  | 0                  | 5             | 0             | 0             | 0             |             |             |             |             | 36       | 0      | 1           | 0          |
| S. Haugen        | 15          | 2           | 0           | 0           | 2                  | 1                  | 0                  | 0                  | 3             | 2             | 0             | 0             |             |             |             |             | 20       | 5      | 0           | 0          |
| E. Hussain       | 11          | 3           | 1           | 0           | -                  | -                  | -                  | -                  | -             | -             | -             | -             |             |             |             |             | 11       | 3      | 1           | 0          |
| M. Kaasa         | 11          | 0           | 0           | 0           | 1                  | 0                  | 0                  | 0                  | 0             | 0             | 0             | 0             |             |             |             |             | 12       | 0      | 0           | 0          |
| Joh. Kitolano    | 4           | 0           | 1           | 0           | 4                  | 0                  | 0                  | 0                  | 2             | 0             | 0             | 0             |             |             |             |             | 10       | 0      | 1           | 0          |
| Jos. Kitolano    | 0           | 0           | 0           | 0           | 0                  | 0                  | 0                  | 0                  | 0             | 0             | 0             | 0             |             |             |             |             | 0        | 0      | 0           | 0          |
| A. Klemensson    | 2           | -7          | 0           | 0           | -                  | -                  | -                  | -                  | -             | -             | -             | -             |             |             |             |             | 2        | -7     | 0           | 0          |
| E. Koranteng     | 0           | 0           | 0           | 0           | 0                  | 0                  | 0                  | 0                  | 0             | 0             | 0             | 0             |             |             |             |             | 0        | 0      | 0           | 0          |
| M. Larsen        | 0           | 0           | 0           | 0           | 0                  | 0                  | 0                  | 0                  | 0             | 0             | 0             | 0             |             |             |             |             | 0        | 0      | 0           | 0          |
| Z. Messoudi      | 0           | 0           | 0           | 0           | 0                  | 0                  | 0                  | 0                  | 0             | 0             | 0             | 0             |             |             |             |             | 0        | 0      | 0           | 0          |
| S. Mladenović    | 23          | 1           | 0           | 0           | 3                  | 3                  | 1                  | 0                  | 4             | 3             | 1             | 0             |             |             |             |             | 30       | 7      | 2           | 0          |
| V. Myhra         | 5           | -4          | 0           | 0           | 3                  | -1                 | 0                  | 0                  | 1             | -0            | 0             | 0             |             |             |             |             | 9        | -5     | 0           | 0          |
| F. Nordkvelle    | 21          | 1           | 1           | 0           | 1                  | 0                  | 0                  | 0                  | 4             | 0             | 0             | 0             |             |             |             |             | 26       | 1      | 1           | 0          |
| O. Occéan        | 24          | 2           | 2           | 0           | 2                  | 0                  | 0                  | 0                  | 6             | 1             | 0             | 0             |             |             |             |             | 32       | 3      | 2           | 0          |
| F. Oldrup Jensen | 13          | 1           | 1           | 0           | 3                  | 1                  | 0                  | 0                  | 4             | 0             | 0             | 0             |             |             |             |             | 20       | 2      | 1           | 0          |
| E. Rashani       | 13          | 2           | 4           | 0           | 0                  | 0                  | 0                  | 0                  | -             | -             | -             | -             |             |             |             |             | 13       | 2      | 4           | 0          |
| R. Riski         | 23          | 2           | 3           | 0           | 4                  | 3                  | 0                  | 0                  | 5             | 0             | 0             | 0             |             |             |             |             | 32       | 5      | 3           | 0          |
| S. Rossbach      | 23          | -28         | 0           | 0           | 1                  | -4                 | 0                  | 0                  | 5             | -2            | 0             | 0             |             |             |             |             | 29       | -34    | 0           | 0          |
| E. Ruud          | 28          | 3           | 5           | 0           | 3                  | 0                  | 0                  | 0                  | 6             | 0             | 0             | 0             |             |             |             |             | 37       | 3      | 5           | 0          |
| J. Samuelsen     | 21          | 3           | 6           | 0           | 2                  | 0                  | 0                  | 0                  | 6             | 0             | 1             | 0             |             |             |             |             | 29       | 3      | 7           | 0          |
| F. Semb Berge    | 0           | 0           | 0           | 0           | 0                  | 0                  | 0                  | 0                  | 0             | 0             | 0             | 0             |             |             |             |             | 0        | 0      | 0           | 0          |
| S. Sjøstrøm      | 0           | 0           | 0           | 0           | 0                  | 0                  | 0                  | 0                  | 0             | 0             | 0             | 0             |             |             |             |             | 0        | 0      | 0           | 0          |
| A. Sureshkumar   | 0           | -0          | 0           | 0           | 0                  | -0                 | 0                  | 0                  | 0             | -0            | 0             | 0             |             |             |             |             | 0        | 0      | 0           | 0          |
| J. Våge Nilsen   | 25          | 0           | 3           | 0           | 3                  | 0                  | 1                  | 0                  | 5             | 0             | 0             | 0             |             |             |             |             | 33       | 0      | 4           | 0          |
| R. Zekhnini      | 13          | 1           | 2           | 1           | 1                  | 0                  | 0                  | 0                  | 2             | 0             | 0             | 0             |             |             |             |             | 16       | 1      | 2           | 1          |